# Litany
Litany és una obra per a cor i orquestra simfònica del compositor estonià Arvo Pärt composta el 1994 per al 25è Oregon Bach Festival i que Arvo Pärt va dedicar al director d'orquestra Helmuth Rilling, cofundador del festival i director artístic. La seva escriptura, en l'estil tintinnabuli, es basa en les oracions de sant Joan Crisòstom per cada hora del dia i de la nit.
Litany és una obra en un únic moviment, que dura aproximadament 23 minuts, format per 24 hores de pregària cantades en anglès i dirigides a Déu. L'obra es compon de dues parts, encara que bastant idèntiques, amb una ruptura de l'estructura a partir del primer amen, les oracions següents són més curtes i, per tant, repetides.